# Стеркфонтейн
Стеркфонтейн — комплекс з шести печер на глибині понад 40 метрів неподалік від Йоганнесбурга, ПАР.
Перші печери почали формуватися приблизно 20-30 мільйонів років тому, на рівні 50-60 метрів від поверхні. Доломіт, який формував гірську породу в цих місцях, поступово руйнувався під впливом ґрунтових вод із вмістом карбонату кальцію. За мільйони років в залах печер сформувалися химерні арки, колони, сталагміти та сталактити, що нагадують гігантські бурульки. У глибині одного з гротів ховається озеро, воду якого місцеві племена вважають чудодійною і використовують у цілющих цілях. Озеро має 150 м завдовжки і 30 м — завширшки.
Печери також визнані одним з найвідоміших палеонтологічних ділянок у світі. Тут доктором Робертом Брумом в 1936 були знайдені скам'янілі останки найдавніших людей, що жили від 3,5 до 1,5 мільйонів років тому. На додаток до 500 черепів, щелеп, зубів та інших скелетних скам'янілостей стародавньої людини, знайдено тисячі інших тваринних скам'янілостей, більш ніж 300 фрагментів скам'янілої деревини і більш ніж 9 тисяч кам'яних інструментів, що належать до найраніших проявів людської культури на Землі. Побачити ці унікальні експонати можна в музеї палеонтології та музеї Доктора Брума в Йоганнесбурзі.
Печери Стеркфонтейн оголошені ЮНЕСКО ділянкою Всесвітньої спадщини.

## Посилання

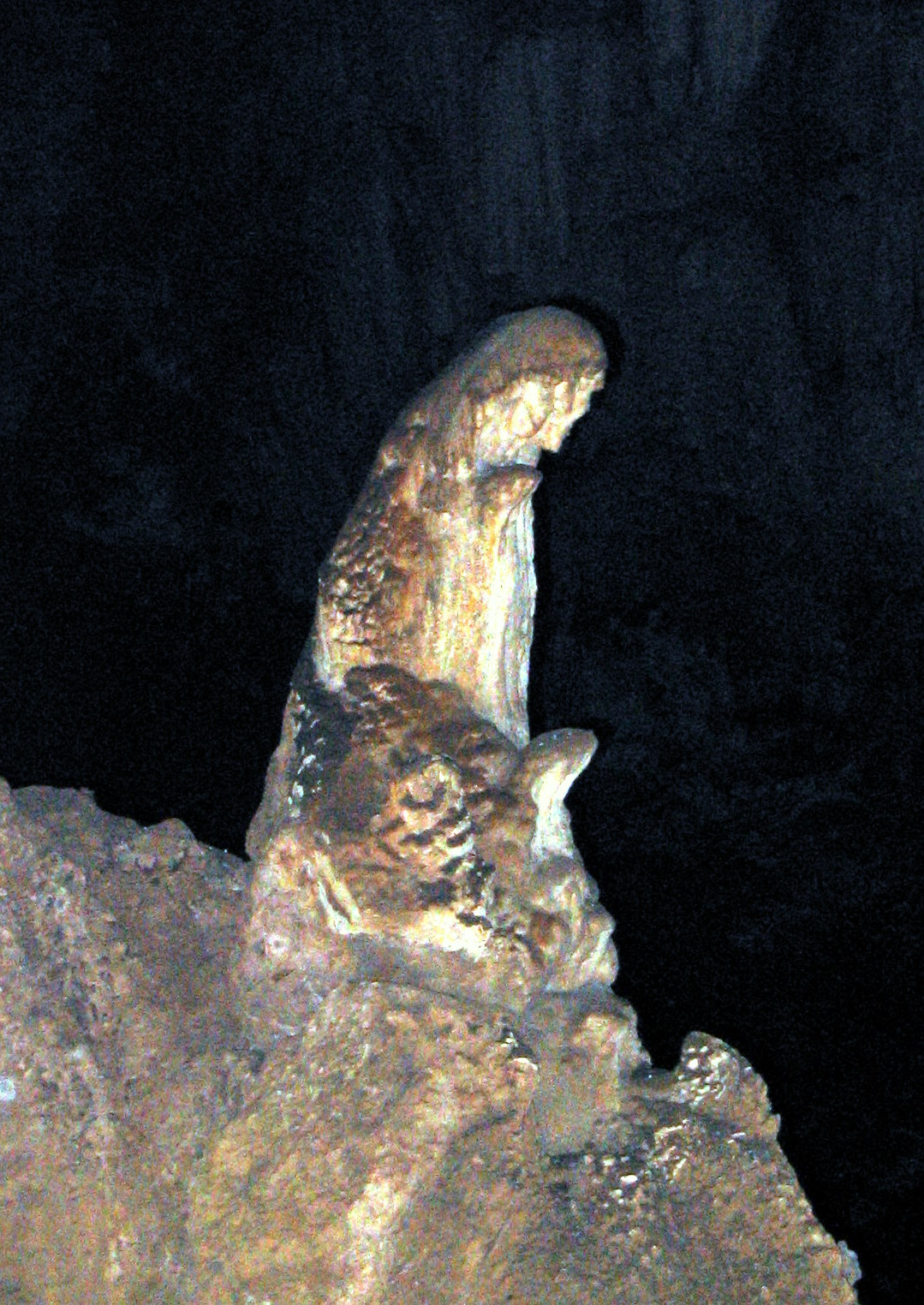
Сталагміт у вигляді Діви Марії
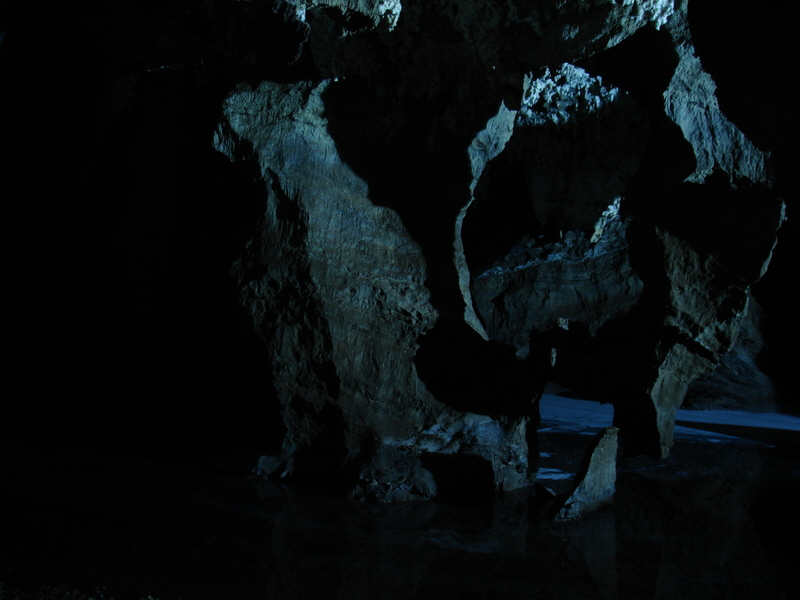
Підземне озеро у печерах Стеркфонтейн
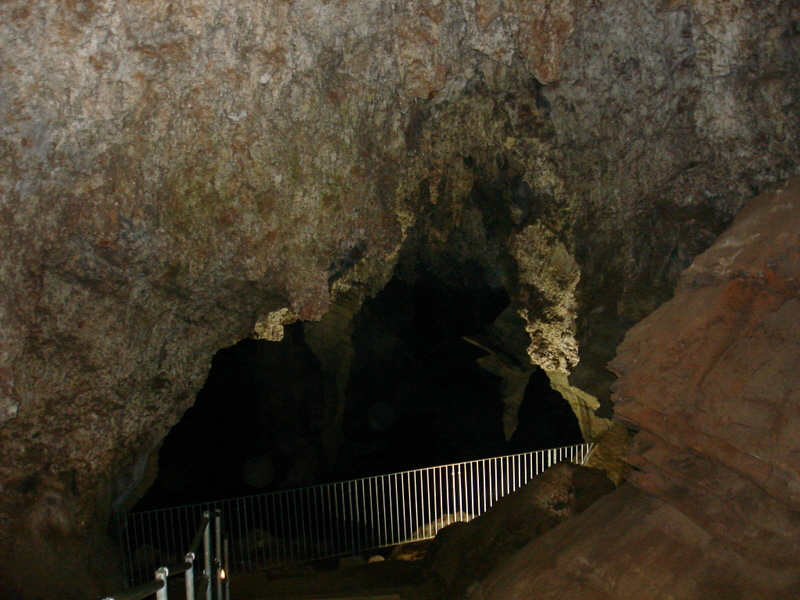
Вид вниз на озеро в печерах
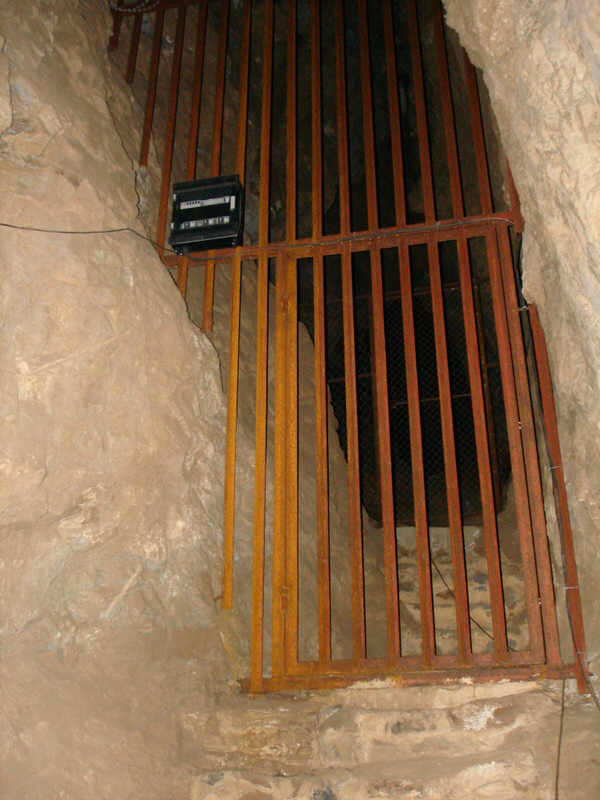
Один з входів до печер